# Lista câștigătorilor ATP Tour 500
Lista câștigătorilor ATP Tour 500 prezintă cronologic meciurile finale la simplu și dublu la turneele profesioniste de tenis masculin din categoria ATP Tour 500 sub formă de sezoane jucate din 2009.

## Finale

### 2009
| Turneu     | Campion               | Finalist           | Scor             |
| ---------- | --------------------- | ------------------ | ---------------- |
| Rotterdam  | Andy Murray           | Rafael Nadal       | 6–3, 4–6, 6–0    |
| Memphis    | Andy Roddick          | Radek Štěpánek     | 7–5, 7–5         |
| Acapulco   | Nicolás Almagro       | Gaël Monfils       | 6–4, 6–4         |
| Dubai      | Novak Djoković        | David Ferrer       | 7–5, 6–3         |
| Barcelona  | Rafael Nadal          | David Ferrer       | 6–2, 7–5         |
| Hamburg    | Nikolai Davîdenko     | Paul-Henri Mathieu | 6–4, 6–2         |
| Washington | Juan Martín del Potro | Andy Roddick       | 3–6, 7–5, 7–6(6) |
| Beijing    | Novak Djoković        | Marin Čilić        | 6–2, 7–6(4)      |
| Tokyo      | Jo-Wilfried Tsonga    | Michail Južnyj     | 6–3, 6–3         |
| Basel      | Novak Djoković        | Roger Federer      | 6–4, 4–6, 6–2    |
| Valencia   | Andy Murray           | Michail Južnyj     | 6–3, 6–2         |

### 2010
| Turneu     | Campion           | Finalist            | Scor                |
| ---------- | ----------------- | ------------------- | ------------------- |
| Rotterdam  | Robin Söderling   | Michail Južnyj      | 6–3, 4–6, 6–0       |
| Memphis    | Sam Querrey       | John Isner          | 6–7(3), 7–6(5), 6–3 |
| Acapulco   | David Ferrer      | Juan Carlos Ferrero | 6–3, 3–6, 6–1       |
| Dubai      | Novak Djoković    | Michail Južnyj      | 7–5, 5–7, 6–3       |
| Barcelona  | Fernando Verdasco | Robin Söderling     | 6–3, –6, 6–3        |
| Hamburg    | Andrej Golubjev   | Jürgen Melzer       | 6–3, 7–5            |
| Washington | David Nalbandian  | Marcos Baghdatis    | 6–2, 7–6(4)         |
| Beijing    | Novak Djoković    | David Ferrer        | 6–2, 6–4            |
| Tokyo      | Rafael Nadal      | Gaël Monfils        | 6–1, 7–5            |
| Basel      | Roger Federer     | Novak Djoković      | 6–4, 3–6, 6–1       |
| Valencia   | David Ferrer      | Marcel Granollers   | 7–5, 6–3            |

### 2011
| Turneu     | Campion           | Finalist           | Scor                 |
| ---------- | ----------------- | ------------------ | -------------------- |
| Rotterdam  | Robin Söderling   | Jo-Wilfried Tsonga | 6–3, 3–6, 6–3        |
| Memphis    | Andy Roddick      | Milos Raonic       | 7–6(7), 6–7(11), 7–5 |
| Dubai      | Novak Djoković    | Roger Federer      | 6–3, 6–3             |
| Acapulco   | David Ferrer      | Nicolás Almagro    | 7–6(4), 6–7(2), 6–2  |
| Barcelona  | Rafael Nadal      | David Ferrer       | 6–2, 6–4             |
| Hamburg    | Gilles Simon      | Nicolás Almagro    | 6–4, 4–6, 6–4        |
| Washington | Radek Štěpánek    | Gaël Monfils       | 6–4, 6–4             |
| Tokyo      | Andy Murray       | Rafael Nadal       | 3–6, 6–2, 6–0        |
| Beijing    | Tomáš Berdych     | Marin Čilić        | 3–6, 6–4, 6–1        |
| Basel      | Roger Federer     | Kei Nišikori       | 6–1, 6–3             |
| Valencia   | Marcel Granollers | Juan Mónaco        | 6–2, 4–6, 7–6(7–3)   |

### 2012
| Turneu     | Campion             | Finalist              | Scor               |
| ---------- | ------------------- | --------------------- | ------------------ |
| Rotterdam  | Roger Federer       | Juan Martín del Potro | 6–1, 6–4           |
| Memphis    | Jürgen Melzer       | Milos Raonic          | 7–5, 7–6(7–4)      |
| Dubai      | Roger Federer       | Andy Murray           | 7–5, 6–4           |
| Acapulco   | David Ferrer        | Fernando Verdasco     | 6–1, 6–2           |
| Barcelona  | Rafael Nadal        | David Ferrer          | 7–6(7–1), 7–5      |
| Hamburg    | Juan Mónaco         | Tommy Haas            | 7–5, 6–4           |
| Washington | Alexandr Dolgopolov | Tommy Haas            | 6–7(7–9), 6–4, 6–1 |
| Beijing    | Novak Djoković      | Jo-Wilfried Tsonga    | 7–6(7–4), 6–2      |
| Tokio      | Kei Nišikori        | Milos Raonic          | 7–6(7–5), 3–6, 6–0 |
| Basel      | Novak Djoković      | Roger Federer         | 6–4, 4–6, 6–2      |
| Valencia   | Andy Murray         | Michail Južnyj        | 6–3, 6–2           |

### 2013
| Turneu     | Campion               | Finalist          | Scor                |
| ---------- | --------------------- | ----------------- | ------------------- |
| Rotterdam  | Juan Martín del Potro | Julien Benneteau  | 7–6(7–2), 6–3       |
| Memphis    | Kei Nišikori          | Feliciano López   | 6–2, 6–3            |
| Dubai      | Novak Djoković        | Tomáš Berdych     | 7–5, 6–3            |
| Acapulco   | Rafael Nadal          | David Ferrer      | 6-0, 6–2            |
| Barcelona  | Rafael Nadal          | Nicolás Almagro   | 6–4, 6–3            |
| Hamburg    | Fabio Fognini         | Federico Delbonis | 4–6, 7–6(10–8), 6–2 |
| Washington | Juan Martín del Potro | John Isner        | 3–6, 6–1, 6–2       |
| Beijing    | Novak Djoković        | Rafael Nadal      | 6–3, 6–4            |
| Tokyo      | Juan Martín del Potro | Milos Raonic      | 7–6(7–5), 7–5       |
| Valencia   | Michail Južnyj        | David Ferrer      | 6–3, 7–5            |
| Basel      | Juan Martín del Potro | Roger Federer     | 7–6(7–3), 2–6, 6–4  |

### 2014
| Turneu         | Campion         | Finalist            | Scor                     |
| -------------- | --------------- | ------------------- | ------------------------ |
| Rotterdam      | Tomáš Berdych   | Marin Čilić         | 6–4, 6–2                 |
| Rio de Janeiro | Rafael Nadal    | Alexandr Dolgopolov | 6–3, 7–6(7–3)            |
| Dubai          | Roger Federer   | Tomáš Berdych       | 3–6, 6–4, 6–3            |
| Acapulco       | Grigor Dimitrov | Kevin Anderson      | 7–6(7–1), 3–6, 7–6(7–5)  |
| Barcelona      | Kei Nišikori    | Santiago Giraldo    | 6–2, 6–2                 |
| Hamburg        | Leonardo Mayer  | David Ferrer        | 6–7(3–7), 6–1, 7–6(7–4)  |
| Washington     | Milos Raonic    | Vasek Pospisil      | 6–1, 6–4                 |
| Beijing        | Novak Djoković  | Tomáš Berdych       | 6–0, 6–2                 |
| Tokyo          | Kei Nišikori    | Milos Raonic        | 7–6(7–5), 4–6, 6–4       |
| Valencia       | Andy Murray     | Tommy Robredo       | 3–6, 7–6(9–7), 7–6(10–8) |
| Basel          | Roger Federer   | David Goffin        | 6–2, 6–2                 |

### 2015
| Turneu         | Campion        | Finalist       | Scor          |
| -------------- | -------------- | -------------- | ------------- |
| Rotterdam      | Stan Wawrinka  | Tomáš Berdych  | 4–6, 6–3, 6–4 |
| Rio de Janeiro | David Ferrer   | Fabio Fognini  | 6–2, 6–3      |
| Dubai          | Roger Federer  | Novak Djoković | 6–3, 7–5      |
| Acapulco       | David Ferrer   | Kei Nišikori   | 6–3, 7–5      |
| Barcelona      | Kei Nišikori   | Pablo Andújar  | 6-4, 6-4      |
| Halle          | Roger Federer  | Andreas Seppi  | 7–6(7–1), 6–1 |
| Londra         | Andy Murray    | Kevin Anderson | 6–3, 6–4      |
| Hamburg        | Rafael Nadal   | Fabio Fognini  | 7–5, 7–5      |
| Washington     | Kei Nišikori   | John Isner     | 4–6, 6–4, 6–4 |
| Beijing        | Novak Djoković | Rafael Nadal   | 6–2, 6–2      |
| Tokyo          | Stan Wawrinka  | Benoît Paire   | 6–2, 6–4      |
| Viena          | David Ferrer   | Steve Johnson  | 4–6, 6–4, 7–5 |
| Basel          | Roger Federer  | Rafael Nadal   | 6–3, 5–7, 6–3 |

### 2016
| Turneu         | Campion                              | Finalist                          | Scor                  |
| -------------- | ------------------------------------ | --------------------------------- | --------------------- |
| Rotterdam      | Martin Kližan                        | Gaël Monfils                      | 6–7(1–7), 6–3, 6–1    |
| Rotterdam      | Nicolas Mahut Vasek Pospisil         | Philipp Petzschner Alexander Peya | 7–6(7–2), 6–4         |
| Rio de Janeiro | Pablo Cuevas                         | Guido Pella                       | 6–4, 6–7(5–7), 6–4    |
| Rio de Janeiro | Juan Sebastián Cabal Robert Farah    | Pablo Carreño Busta David Marrero | 7–6(7–5) , 6–1        |
| Dubai          | Stan Wawrinka                        | Marcos Baghdatis                  | 6–4, 7–6(15–13)       |
| Dubai          | Simone Bolelli Andreas Seppi         | Feliciano López Marc López        | 6–2, 3–6, [14–12]     |
| Acapulco       | Dominic Thiem                        | Bernard Tomic                     | 7–6(8–6), 4–6, 6–3    |
| Acapulco       | Treat Conrad Huey Max Mirnyj         | Philipp Petzschner Alexander Peya | 7–6(7–5), 6–3         |
| Barcelona      | Rafael Nadal                         | Kei Nišikori                      | 6–4, 7–5              |
| Barcelona      | Bob Bryan Mike Bryan                 | Pablo Cuevas Marcel Granollers    | 7–5, 7–5              |
| Halle          | Florian Mayer                        | Alexander Zverev                  | 6–2, 5–7, 6–3         |
| Halle          | Raven Klaasen Rajeev Ram             | Łukasz Kubot Alexander Peya       | 7–6(7–5), 6–          |
| Londra         | Andy Murray                          | Milos Raonic                      | 6–7(5–7), 6–4, 6–3    |
| Londra         | Pierre-Hugues Herbert Nicolas Mahut  | Chris Guccione André Sá           | 6–3, 7–6(7–5)         |
| Hamburg        | Martin Kližan                        | Milos Raonic                      | 6–1, 6–4              |
| Hamburg        | Henri Kontinen John Peers            | Daniel Nestor Ajsám Kúreší        | 7–5, 6–3              |
| Washington     | Gaël Monfils                         | Ivo Karlović                      | 5–7, 7–6(8–6), 6–4    |
| Washington     | Daniel Nestor Édouard Roger-Vasselin | Łukasz Kubot Alexander Peya       | 7–6(7–3), 7–6(7–4)    |
| Beijing        | Andy Murray                          | Grigor Dimitrov                   | 6−4, 7−6(7−2)         |
| Beijing        | Pablo Carreño Busta Rafael Nadal     | Jack Sock Bernard Tomic           | 6−7(6−8), 6−2, [10−8] |
| Tokyo          | Nick Kyrgios                         | David Goffin                      | 4−6, 6−3, 7−5         |
| Tokyo          | Marcel Granollers Marcin Matkowski   | Raven Klaasen Rajeev Ram          | 6−2, 7−6(7−4)         |
| Viena          | Andy Murray                          | Jo-Wilfried Tsonga                | 6–3, 7–6(8–6)         |
| Viena          | Łukasz Kubot Marcelo Melo            | Oliver Marach Fabrice Martin      | 4–6, 6–3, [13–11]     |
| Basel          | Marin Čilić                          | Kei Nišikori                      | 6–1, 7–6(7–5)         |
| Basel          | Marcel Granollers Jack Sock          | Robert Lindstedt Michael Venus    | 6−3, 6−4              |

### 2017
| Turneu         | Campion                          | Finalist                                | Scor                       |
| -------------- | -------------------------------- | --------------------------------------- | -------------------------- |
| Rotterdam      | Jo-Wilfried Tsonga               | David Goffin                            | 4–6, 6–4, 6–1              |
| Rotterdam      | Ivan Dodig Marcel Granollers     | Wesley Koolhof Matwé Middelkoop         | 7–6(7–5), 6–3              |
| Rio de Janeiro | Dominic Thiem                    | Pablo Carreño Busta                     | 7–5, 6–4                   |
| Rio de Janeiro | Pablo Carreño Busta Pablo Cuevas | Juan Sebastián Cabal Robert Farah       | 6–4, 5–7, [10–8]           |
| Dubai          | Andy Murray                      | Fernando Verdasco                       | 6–3, 6–2                   |
| Dubai          | Jean-Julien Rojer Horia Tecău    | Rohan Bopanna Marcin Matkowski          | 4–6, 6–3, [10–3]           |
| Acapulco       | Sam Querrey                      | Rafael Nadal                            | 6–3, 7–6(7–3)              |
| Acapulco       | Jamie Murray Bruno Soares        | John Isner Feliciano López              | 6–3, 6–3                   |
| Barcelona      | Rafael Nadal                     | Dominic Thiem                           | 6–4, 6–1                   |
| Barcelona      | Florin Mergea Ajsám Kúreší       | Philipp Petzschner Alexander Peya       | 6–4, 6–3                   |
| Halle          | Roger Federer                    | Alexander Zverev                        | 6–1, 6–3                   |
| Halle          | Łukasz Kubot Marcelo Melo        | Alexander Zverev Mischa Zverev          | 5–7, 6–3, [10–8]           |
| Londra         | Feliciano López                  | Marin Čilić                             | 4–6, 7–6(7–2), 7–6(10–8)   |
| Londra         | Jamie Murray Bruno Soares        | Julien Benneteau Édouard Roger-Vasselin | 6–2, 6–3                   |
| Hamburg        | Leonardo Mayer                   | Florian Mayer                           | 6–4, 4–6, 6–3              |
| Hamburg        | Ivan Dodig Mate Pavić            | Pablo Cuevas Marc López                 | 6–3, 6–4                   |
| Washington     | Alexander Zverev                 | Kevin Anderson                          | 6–4, 6–4                   |
| Washington     | Henri Kontinen John Peers        | Łukasz Kubot Marcelo Melo               | 7–6(7–5), 6–4              |
| Beijing        | Rafael Nadal                     | Nick Kyrgios                            | 6–2, 6–1                   |
| Beijing        | Henri Kontinen John Peers        | John Isner Jack Sock                    | 6–3, 3–6, [10–7]           |
| Tokyo          | David Goffin                     | Adrian Mannarino                        | 6–3, 7–5                   |
| Tokyo          | Ben McLachlan Jasutaka Učijama   | Jamie Murray Bruno Soares               | 6–4, 7–6(7–1)              |
| Viena          | Lucas Pouille                    | Jo-Wilfried Tsonga                      | 6–1, 6–4                   |
| Viena          | Rohan Bopanna Pablo Cuevas       | Marcelo Demoliner Sam Querrey           | 7–6(9–7), 6–7(4–7), [11–9] |
| Basel          | Roger Federer                    | Juan Martín del Potro                   | 6–7(5–7), 6–4, 6–3         |
| Basel          | Ivan Dodig Marcel Granollers     | Fabrice Martin Édouard Roger-Vasselin   | 7–5, 7–6(8–6)              |

### 2018
| Turneu         | Campion                             | Finalist                          | Scor               |
| -------------- | ----------------------------------- | --------------------------------- | ------------------ |
| Rotterdam      | Roger Federer                       | Grigor Dimitrov                   | 6–2, 6–2           |
| Rotterdam      | Pierre-Hugues Herbert Nicolas Mahut | Oliver Marach Mate Pavić          | 2–6, 6–2, [10–7]   |
| Rio de Janeiro | Diego Schwartzman                   | Fernando Verdasco                 | 6–2, 6–3           |
| Rio de Janeiro | David Marrero Fernando Verdasco     | Nikola Mektić Alexander Peya      | 5–7, 7–5, [10–8]   |
| Dubai          | Roberto Bautista Agut               | Lucas Pouille                     | 6–3, 6–4           |
| Dubai          | Jean-Julien Rojer Horia Tecău       | James Cerretani Leander Paes      | 6–2, 7–6(7–2)      |
| Acapulco       | Juan Martín del Potro               | Kevin Anderson                    | 6–4, 6–4           |
| Acapulco       | Jamie Murray Bruno Soares           | Bob Bryan Mike Bryan              | 7–6(7–4), 7–5      |
| Barcelona      | Rafael Nadal                        | Stefanos Tsitsipas                | 6–2, 6–1           |
| Barcelona      | Feliciano López Marc López          | Ajsám Kúreší Jean-Julien Rojer    | 7–6(7–5), 6–4      |
| Halle          | Borna Ćorić                         | Roger Federer                     | 7–6(8–6), 3–6, 6–2 |
| Halle          | Łukasz Kubot Marcelo Melo           | Alexander Zverev Mischa Zverev    | 7–6(7–1), 6–4      |
| Londra         | Marin Čilić                         | Novak Djoković                    | 5–7, 7–6(7–4), 6–3 |
| Londra         | Henri Kontinen John Peers           | Jamie Murray Bruno Soares         | 6–4, 6–3           |
| Hamburg        | Nikoloz Basilašvili                 | Leonardo Mayer                    | 6–4, 0–6, 7–5      |
| Hamburg        | Julio Peralta Horacio Zeballos      | Oliver Marach Mate Pavić          | 6–1, 4–6, [10–6]   |
| Washington     | Alexander Zverev                    | Alex de Minaur                    | 6–2, 6–4           |
| Washington     | Jamie Murray Bruno Soares           | Mike Bryan Édouard Roger-Vasselin | 3–6, 6–3, [10–4]   |
| Beijing        | Nikoloz Basilašvili                 | Juan Martín del Potro             | 6–4, 6–4           |
| Beijing        | Łukasz Kubot Marcelo Melo           | Oliver Marach Mate Pavić          | 6–1, 6–4           |
| Tokyo          | Daniil Medvedev                     | Kei Nišikori                      | 6–2, 6–4           |
| Tokyo          | Ben McLachlan Jan-Lennard Struff    | Raven Klaasen Michael Venus       | 6–4, 7–5           |
| Viena          | Kevin Anderson                      | Kei Nišikori                      | 6–3, 7–6(7–3)      |
| Viena          | Joe Salisbury Neal Skupski          | Mike Bryan Édouard Roger-Vasselin | 7–6(7–5), 6–3      |
| Basel          | Roger Federer                       | Marius Copil                      | 7–6(7–5), 6–4      |
| Basel          | Dominic Inglot Franko Škugor        | Alexander Zverev Mischa Zverev    | 6–2, 7–5           |

### 2019
| Turneu         | Campion                              | Finalist                               | Scor                    |
| -------------- | ------------------------------------ | -------------------------------------- | ----------------------- |
| Rotterdam      | Gaël Monfils                         | Stan Wawrinka                          | 6–3, 1–6, 6–2           |
| Rotterdam      | Jérémy Chardy Henri Kontinen         | Jean-Julien Rojer Horia Tecău          | 7–6(7–5), 7–6(7–4)      |
| Rio de Janeiro | Laslo Djere                          | Félix Auger-Aliassime                  | 6–3, 7–5                |
| Rio de Janeiro | Máximo González Nicolás Jarry        | Thomaz Bellucci Rogério Dutra da Silva | 6–7(3–7), 6–3, [10–7]   |
| Dubai          | Roger Federer                        | Stefanos Tsitsipas                     | 6–4, 6–4                |
| Dubai          | Rajeev Ram Joe Salisbury             | Ben McLachlan Jan-Lennard Struff       | 7–6(7–4), 6–3           |
| Acapulco       | Nick Kyrgios                         | Alexander Zverev                       | 6–3, 6–4                |
| Acapulco       | Alexander Zverev' Mischa Zverev      | Austin Krajicek Artem Sitak            | 2–6, 7–6(7–4), [10–5]   |
| Barcelona      | Dominic Thiem                        | Daniil Medveděv                        | 6–4, 6–0                |
| Barcelona      | Juan Sebastián Cabal Robert Farah    | Jamie Murray Bruno Soares              | 6–4, 7–6(7–4)           |
| Halle          | Roger Federer                        | David Goffin                           | 7–6(7–2), 6–1           |
| Halle          | Raven Klaasen Michael Venus          | Łukasz Kubot Marcelo Melo              | 4–6, 6–3, [10–4]        |
| Londra         | Feliciano López                      | Gilles Simon                           | 6–2, 6–7(4–7), 7–6(7–2) |
| Londra         | Feliciano López Andy Murray          | Rajeev Ram Joe Salisbury               | 7–6(8–6), 5–7, [10–5]   |
| Hamburg        | Nikoloz Basilašvili                  | Andrei Rubliov                         | 7–5, 4–6, 6–3           |
| Hamburg        | Oliver Marach Jürgen Melzer          | Robin Haase Wesley Koolhof             | 6–2, 7–6 (7–3)          |
| Washington     | Nick Kyrgios                         | Daniil Medveděv                        | 7−6(8−6), 7−6(7−4)      |
| Washington     | Raven Klaasen Michael Venus          | Jean-Julien Rojer Horia Tecău          | 3−6, 6−3, [10−2]        |
| Beijing        | Dominic Thiem                        | Stefanos Tsitsipas                     | 3–6, 6–4, 6–1           |
| Beijing        | Ivan Dodig Filip Polášek             | Łukasz Kubot Marcelo Melo              | 6–3, 7–6(7−4)           |
| Tokyo          | Novak Djoković                       | John Millman                           | 6–3, 6–2                |
| Tokyo          | Nicolas Mahut Édouard Roger-Vasselin | Nikola Mektić Franko Škugor            | 7–6(9–7), 6–4           |
| Viena          | Dominic Thiem                        | Diego Schwartzman                      | 3–6, 6–4, 6–3           |
| Viena          | Rajeev Ram Joe Salisbury             | Łukasz Kubot Marcelo Melo              | 6–4, 6–7(5–7), [10–5]   |
| Basel          | Roger Federer                        | Alex de Minaur                         | 6–2, 6–2                |
| Basel          | Jean-Julien Rojer Horia Tecău        | Taylor Fritz Reilly Opelka             | 7–5, 6–3                |

### 2020
| Turneu         | Campion                                 | Finalist                                | Scor                                    |
| -------------- | --------------------------------------- | --------------------------------------- | --------------------------------------- |
| Rotterdam      | Gaël Monfils                            | Félix Auger-Aliassime                   | 6–2, 6–4                                |
| Rotterdam      | Pierre-Hugues Herbert Nicolas Mahut     | Henri Kontinen Jan-Lennard Struff       | 7–6(7–5), 4–6, [10–7]                   |
| Rio de Janeiro | Cristian Garín                          | Gianluca Mager                          | 7–6(7–3), 7–5                           |
| Rio de Janeiro | Marcel Granollers Horacio Zeballos      | Salvatore Caruso Federico Gaio          | 6–4, 5–7, [10–7]                        |
| Dubai          | Novak Djoković                          | Stefanos Tsitsipas                      | 6–3, 6–4                                |
| Dubai          | John Peers Michael Venus                | Raven Klaasen Oliver Marach             | 6–3, 6–2                                |
| Acapulco       | Rafael Nadal                            | Taylor Fritz                            | 6–3, 6–2                                |
| Acapulco       | Łukasz Kubot Marcelo Melo               | Juan Sebastián Cabal Robert Farah       | 7–6(8–6), 6–7(4–7), [11–9]              |
| Barcelona      | Anulate din cauza pandemiei de Covid-19 | Anulate din cauza pandemiei de Covid-19 | Anulate din cauza pandemiei de Covid-19 |
| Halle          | Anulate din cauza pandemiei de Covid-19 | Anulate din cauza pandemiei de Covid-19 | Anulate din cauza pandemiei de Covid-19 |
| Londra         | Anulate din cauza pandemiei de Covid-19 | Anulate din cauza pandemiei de Covid-19 | Anulate din cauza pandemiei de Covid-19 |
| Hamburg        | Anulate din cauza pandemiei de Covid-19 | Anulate din cauza pandemiei de Covid-19 | Anulate din cauza pandemiei de Covid-19 |
| Washington     | Anulate din cauza pandemiei de Covid-19 | Anulate din cauza pandemiei de Covid-19 | Anulate din cauza pandemiei de Covid-19 |
| Beijing        | Anulate din cauza pandemiei de Covid-19 | Anulate din cauza pandemiei de Covid-19 | Anulate din cauza pandemiei de Covid-19 |
| Tokyo          | Anulate din cauza pandemiei de Covid-19 | Anulate din cauza pandemiei de Covid-19 | Anulate din cauza pandemiei de Covid-19 |
| Basel          | Anulate din cauza pandemiei de Covid-19 | Anulate din cauza pandemiei de Covid-19 | Anulate din cauza pandemiei de Covid-19 |
| St. Petersburg | Andrei Rubliov                          | Borna Ćorić                             | 7–6(7–5), 6–4                           |
| St. Petersburg | Jürgen Melzer Édouard Roger-Vasselin    | Marcelo Demoliner Matwé Middelkoop      | 6–2, 7–6(7–4)                           |
| Viena          | Andrei Rubliov                          | Lorenzo Sonego                          | 6–4, 6–4                                |
| Viena          | Łukasz Kubot Marcelo Melo               | Jamie Murray Neal Skupski               | 7–6(7–5), 7–5                           |

### 2021
| Turneu         | Campion                                | Finalist                               | Scor                                   |
| -------------- | -------------------------------------- | -------------------------------------- | -------------------------------------- |
| Rotterdam      | Andrei Rubliov                         | Márton Fucsovics                       | 7–6(7–4), 6–4                          |
| Rotterdam      | Nikola Mektić Mate Pavić               | Kevin Krawietz Horia Tecău             | 7–6(9–7), 6–2                          |
| Rio de Janeiro | Anulat din cauza pandemiei de Covid-19 | Anulat din cauza pandemiei de Covid-19 | Anulat din cauza pandemiei de Covid-19 |
| Dubai          | Aslan Karațev                          | Lloyd Harris                           | 6–3, 6–2                               |
| Dubai          | Juan Sebastián Cabal Robert Farah      | Nikola Mektić Mate Pavić               | 7–6(7–0), 7–6(7–4)                     |
| Acapulco       | Alexander Zverev                       | Stefanos Tsitsipas                     | 6–4, 7–6(7–3)                          |
| Acapulco       | Ken Skupski Neal Skupski               | Marcel Granollers Horacio Zeballos     | 7–6(7–3), 6–4                          |
| Barcelona      | Rafael Nadal                           | Stefanos Tsitsipas                     | 6–4, 6–7(6–8), 7–5                     |
| Barcelona      | Juan Sebastián Cabal Robert Farah      | Kevin Krawietz Horia Tecău             | 6–4, 6–2                               |
| Halle          | Ugo Humbert                            | Andrei Rubliov                         | 6–3, 7–6(7–4)                          |
| Halle          | Kevin Krawietz Horia Tecău             | Félix Auger-Aliassime Hubert Hurkacz   | 7–6(7–4), 6–4                          |
| Londra         | Matteo Berrettini                      | Cameron Norrie                         | 6–4, 6–7(5–7), 6–3                     |
| Londra         | Pierre-Hugues Herbert Nicolas Mahut    | Reilly Opelka John Peers               | 6–4, 7–5                               |
| Viena          | Alexander Zverev                       | Frances Tiafoe                         | 7–5, 6–4                               |
| Viena          | Juan Sebastián Cabal Robert Farah      | Rajeev Ram Joe Salisbury               | 6–4, 6–2                               |

### 2022
| Turneu         | Campion                            | Finalist                          | Scor                       |
| -------------- | ---------------------------------- | --------------------------------- | -------------------------- |
| Rotterdam      | Félix Auger-Aliassime              | Stefanos Tsitsipas                | 6–4, 6–2                   |
| Rotterdam      | Robin Haase Matwé Middelkoop       | Lloyd Harris Tim Pütz             | 4–6, 7–6(7–5), [10–5]      |
| Rio de Janeiro | Carlos Alcaraz                     | Diego Schwartzman                 | 6–4, 6–2                   |
| Rio de Janeiro | Simone Bolelli Fabio Fognini       | Jamie Murray Bruno Soares         | 7–5, 6–7(2–7), [10–6]      |
| Dubai          | Andrei Rubliov                     | Jiří Veselý                       | 6–3, 6–4                   |
| Dubai          | Tim Pütz Michael Venus             | Nikola Mektić Mate Pavić          | 6–3, 6–7(5–7), [16–14]     |
| Acapulco       | Rafael Nadal                       | Cameron Norrie                    | 6–4, 6–4                   |
| Acapulco       | Feliciano López Stefanos Tsitsipas | Marcelo Arévalo Jean-Julien Rojer | 7–5, 6–4                   |
| Barcelona      | Carlos Alcaraz                     | Pablo Carreño Busta               | 6–3, 6–2                   |
| Barcelona      | Kevin Krawietz Andreas Mies        | Wesley Koolhof Neal Skupski       | 6–7(3–7), 7–6(7–5), [10–6] |
| Halle          | Hubert Hurkacz                     | Daniil Medvedev                   | 6–1, 6–4                   |
| Halle          | Marcel Granollers Horacio Zeballos | Tim Pütz Michael Venus            | 6–4, 6–7(5–7), [14–12]     |
| Londra         | Matteo Berrettini                  | Filip Krajinović                  | 7–5, 6–4                   |
| Londra         | Nikola Mektić Mate Pavić           | Lloyd Glasspool Harri Heliövaara  | 3–6, 7–6(7–3), [10–6]      |
| Hamburg        | Lorenzo Musetti                    | Carlos Alcaraz                    | 6–4, 6–7(6–8), 6–4         |
| Hamburg        | Lloyd Glasspool Harri Heliövaara   | Rohan Bopanna Matwé Middelkoop    | 6–2, 6–4                   |
| Washington     | Nick Kyrgios                       | Yoshihito Nishioka                | 6–4, 6–3                   |
| Washington     | Nick Kyrgios Jack Sock             | Ivan Dodig Austin Krajicek        | 7–5, 6–4                   |
| Astana         | Novak Djokovic                     | Stefanos Tsitsipas                | 6–3, 6–4                   |
| Astana         | Nikola Mektić Mate Pavić           | Adrian Mannarino Fabrice Martin   | 6–4, 6–2                   |
| Tokyo          | Taylor Fritz                       | Frances Tiafoe                    | 7–6(7–3), 7–6(7–2)         |
| Tokyo          | Mackenzie McDonald Marcelo Melo    | Rafael Matos David Vega Hernández | 6–4, 3–6, [10–4]           |